# 镇坪淫羊藿
镇坪淫羊藿（学名：Epimedium ilicifolium）为小檗科淫羊藿属下的一个种。

## 扩展阅读
- 維基物種上的相關：镇坪淫羊藿